# Pleurothallopsis powersii
Pleurothallopsis powersii är en orkidéart som först beskrevs av Carlyle August Luer, och fick sitt nu gällande namn av Alec M. Pridgeon och Mark W. Chase. Pleurothallopsis powersii ingår i släktet Pleurothallopsis och familjen orkidéer. Inga underarter finns listade i Catalogue of Life.